# Viridiana Ríos
Viridiana Ríos (Viri Ríos) (Ciudad de México, 1982) es una politóloga, economista y analista mexicana. Es conocida por su trabajo en temas de desigualdad, políticas públicas y análisis político en México. Ha sido reconocida como Joven Líder Global por el Foro Económico Mundial y participa activamente en medios de comunicación y espacios de debate público.

## Biografía
Es doctora en Gobierno por la Universidad de Harvard y licenciada en Ciencias Políticas por el Instituto Tecnológico Autónomo de México (ITAM). Ha enfocado su trabajo en el análisis de políticas públicas, desigualdad, economía y violencia en México. También, cuenta con estudios ejecutivos en la Escuela de Negocios de Harvard e INSEAD.
Escribe para El País, The New York Times, The Washington Post, Nexos, Expansión y Milenio. En 2024 se integró como panelista del programa de análisis político Tercer Grado de Televisa. La revista británica The Economist la describió como “una fuerza que mueve y sacude a México”.
Ha sido investigadora en el Wilson Center, el Centro de Desarrollo Internacional de Harvard, y académica invitada en el Woodrow Wilson School of Public and International Affairs en Princeton. También ha trabajado como asesora del Gobierno Federal de México en temas de transparencia y seguridad.
Además de su labor académica y de análisis, es conferencista y ha sido reconocida por su capacidad de comunicar temas complejos con un enfoque accesible y crítico. Ha sido elegida como Joven Líder Global 2020 por el Foro Económico Mundial.
Es autora del libro No es normal. El juego oculto que alimenta la desigualdad mexicana y cómo cambiarlo, galardonado con el Premio al Liderazgo Latinoamericano 2022 por la Escuela Global de Líderes Sociales de Viena. Su publicación más reciente, Así no es, escrita en coautoría con Raymundo Campos, reta ideas preconcebidas del desarrollo económico en México.

## Premios y reconocimientos
- Reconocida como Joven Líder Global por el Foro Económico Mundial (2020).
- Premio al Liderazgo Latinoamericano 2022, por su libro No es normal.

## Obra
- No es Normal: El Juego Oculto Que Alimenta La Desigualdad Mexicana Y Cómo Cambiarlo (2023).
- Así No Es: No creas todo lo que te dicen sobre meritocracia, clase media, clasismo, salarios e ingresos (2024). Coautoría con Raymundo Campos.